# Grotestraatbrug
De Grotestraatbrug is een hefbrug over de Dender en één van de twee bruggen in het centrum van de stad Geraardsbergen. De brug is een hefbrug met vier torens.